# Hippotion undulata
Hippotion undulata är en fjärilsart som beskrevs av Emilio Berio 1948. Hippotion undulata ingår i släktet Hippotion och familjen svärmare. Inga underarter finns listade i Catalogue of Life.